# 일본의 텔레비전 애니메이션 목록/ㅌ
일본의 텔레비전 애니메이션 목록 (ㅌ)에서는 ㅌ으로 시작되는 제목의 일본의 애니메이션을 서술한다.

## 타
- 타마코 마켓
- 타임 보칸

## 탸
- 없음

## 터
- 테일즈 오브 베스페리아
- 테츠코의 여행

## 텨
- 없음

## 토
- 톱을 노려라!
- 토라도라!

## 툐
- 없음

## 투
- 없음

## 튜
- 없음

## 트
- 트루 티어즈
- 트리니티 블러드
- 트리니티 세븐
- 특장기병 돌박

## 티
- 없음